# Aethalopteryx obsoleta
Aethalopteryx obsoleta is een vlinder uit de familie van de Houtboorders (Cossidae). De wetenschappelijke naam van deze soort werd voor het eerst gepubliceerd in 1930 door Max Gaede.
De soort komt voor in Soedan, Tanzania en Eswatini.